# Museo de arte mural de Rosario
El Museo de Arte Mural de Rosario es un circuito de murales de temática histórica ubicados en Rosario, departamento de Colonia, Uruguay.

## Historia

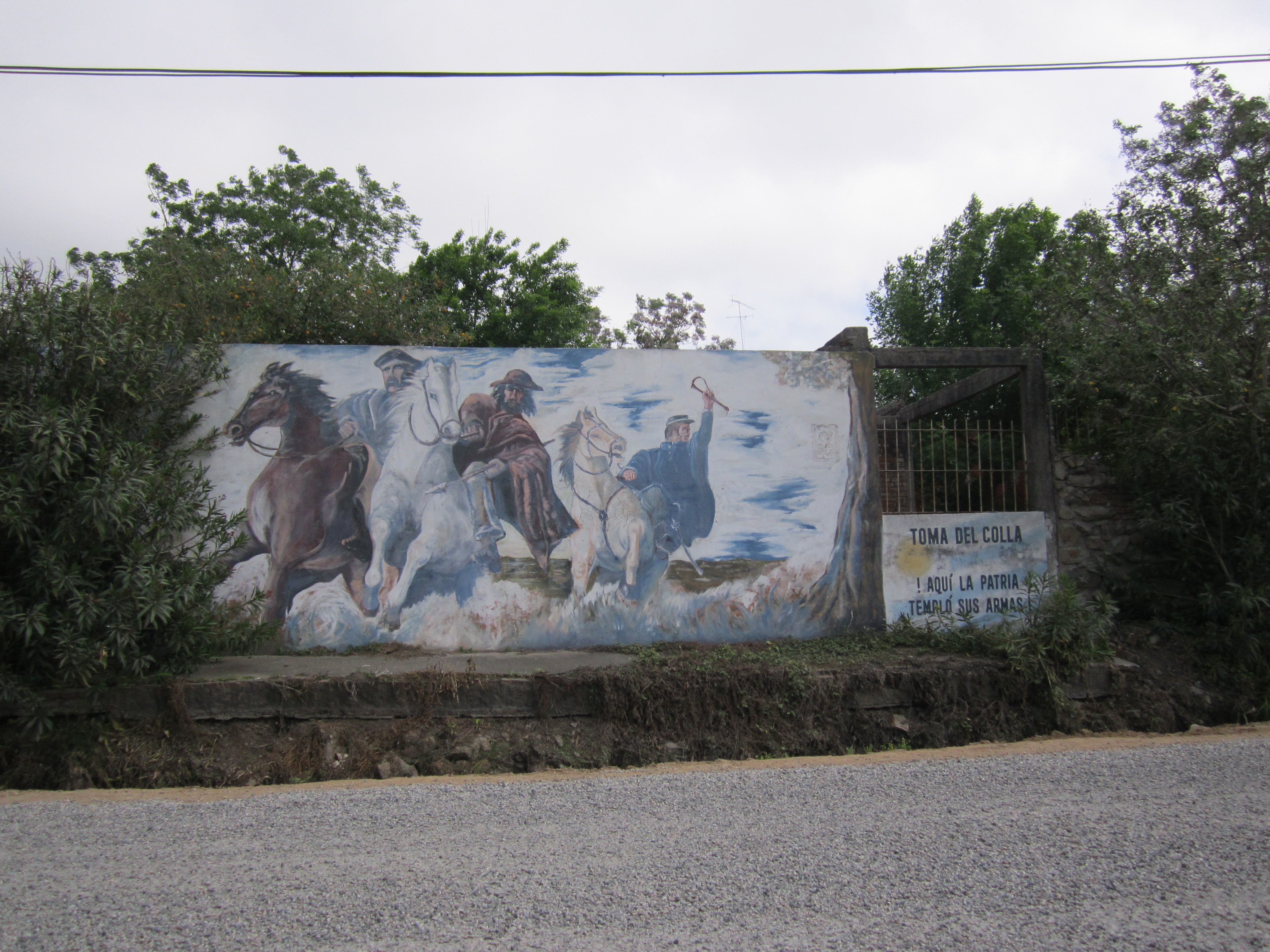
Toma del Colla ¡aquí la Patria templó sus armas!

Es el primer museo de arte mural de Carácter Histórico en el país. Un grupo de vecinos liderado por el maestro Yen Schou, comienza a trabajar en los primeros años de la década de 1990, con el fin de brindarle a la ciudad un circuito turístico que reflejara la identidad de los locatarios.
Es así que en 1994 se comienzan a elaborar los primeros murales con la colaboración de artistas plásticos rosarinos, en muros cedidos por los vecinos.
Una de las peculiaridades con que cuenta este museo es que en lugar de estar dentro de un museo, las obras están al aire libre en muros y paredes de casas y edificios de la ciudad. Los mismos se encuentran en cualquier pared que su propietario lo permita: una casa particular (donde hasta sus puertas y ventanas pueden quedar integradas al mural), un comercio, una oficina pública, o el muro de un terreno.

## Descripción

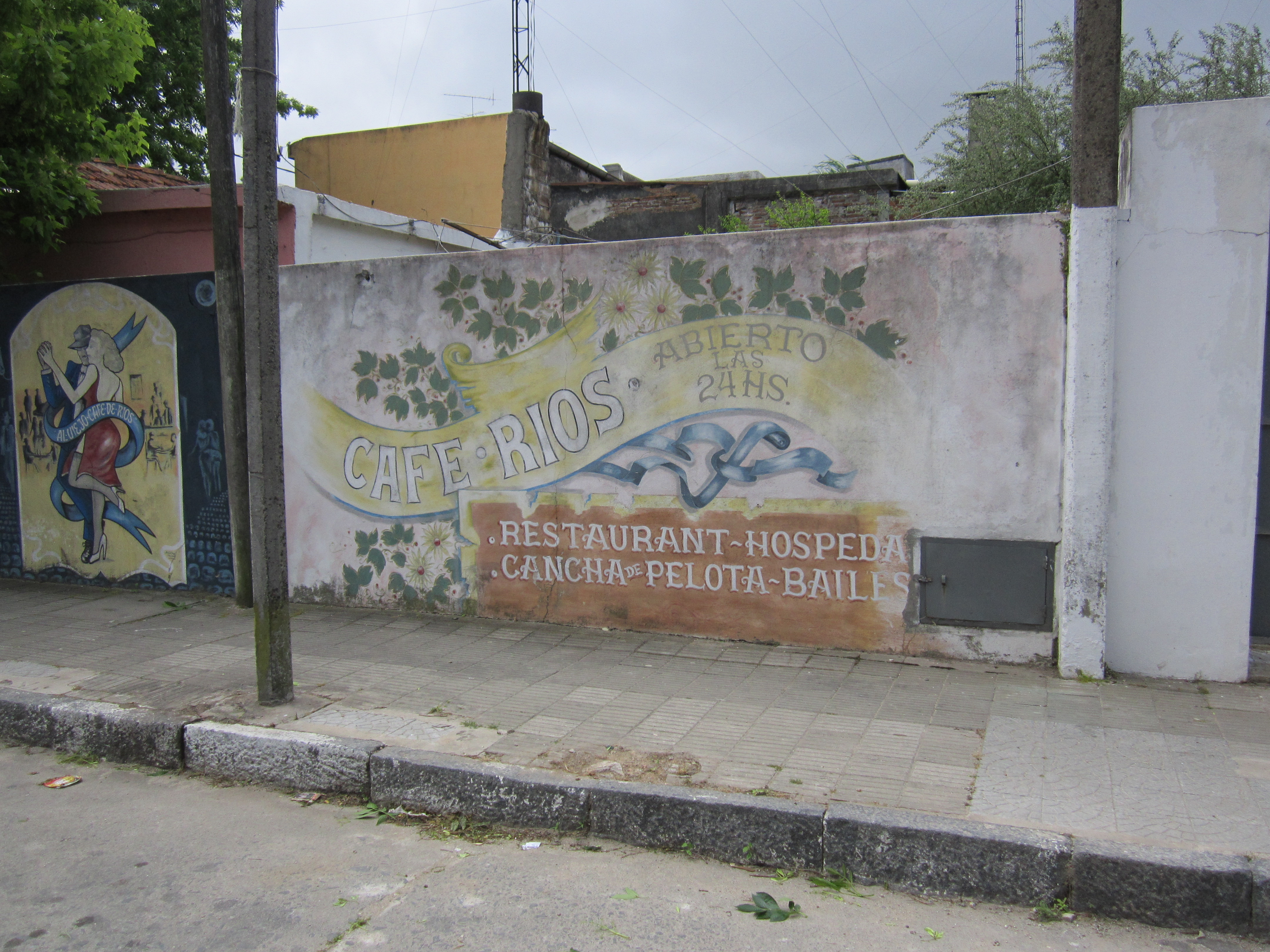
Durante más de 50 años, el viejo café permaneció abierto las 24 horas del día. Escenario de mil anécdotas de la bohemia nocturna rosarina y de los camioneros del litoral uruguayo que se dirigían a Mercedes, Fray Bentos, Paysandú y Salto. Autora: Ernestína Ríos (hija de Miguel Ríos, propietario del Café).

Los murales se encuentran diseminados por toda la ciudad, aunque la mayoría se focalizan en un radio de 7 u 8 cuadras tomando como centro la plaza Benito Herosa. Además, algunos están bastante agrupados, pudiendo haber hasta cuatro en una misma cuadra.
Los murales de Rosario reflejan anécdotas y momentos de la historia de la ciudad, principalmente mediante personajes, como la "gente de orquesta", los canasteros, los inmigrantes o los vascos; la primera actuación de Carlos Gardel en Rosario, u otras personalidades como John Lennon.

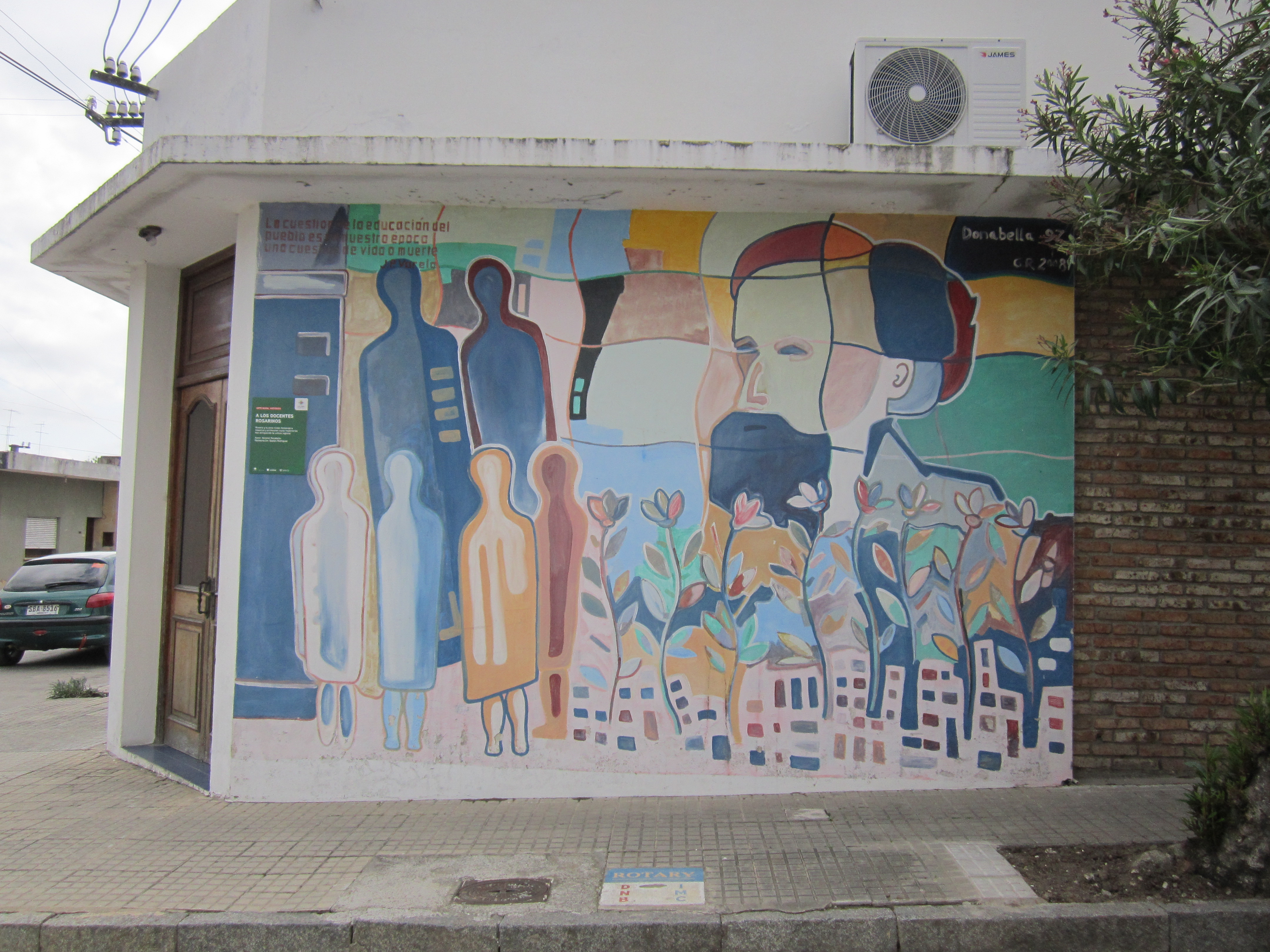
En homenaje a los docentes rosarinos

Una vez culminada la restauración de las obras, se comenzó a trabajar en la promoción y realización de talleres para capacitación y sensibilización sobre este recurso patrimonial. Con la marca de “Colonia encuentro mágico”, el lugar ofrece su parte en el corredor turístico de la Ruta 1.
En este marco, y de acuerdo a lo establecido en el Plan Estratégico de Turismo de Colonia en su línea de actuación número seis -referido a la “Creación de nuevos productos turísticos” - se ha apostado a consolidar el Museo de Arte Mural de Rosario como parte de la oferta turística que ofrece el destino Colonia.
Dicho proyecto fue presentado a través de la Asociación Turística del Departamento de Colonia al Programa de Competitividad de Conglomerados y Cadenas Productivas (PACC) y se lleva adelante con fondos del Conglomerado de Turismo de Colonia y de las empresas vinculadas al Centro Comercial e Industrial de Rosario.
En 2001, la comisión de vecinos pro Arte Mural de la ciudad, recibió el premio Morosoli institucional otorgado por la Fundación Lolita Rubial “por su apuesta a revalorizar y rescatar valores históricos comarcales a través del Arte Mural”.
La Calle de la memoria
Cuando se visitan los murales rosarinos, es obligatorio el paso por allí. Se trata de una calle empedrada, al igual que sus veredas, que baja hacia el arroyo, y en cuyas laderas se encuentran farolas y placas que muestran leyendas de publicidades de diarios publicados desde el año 1883 en la ciudad. Dichas placas llaman la atención del visitante no solo por su forma, sino también por su divertido contenido y por lo insólito de sus mensajes. Entre ellos destaca un hotel donde los domingos y los jueves se servían tallarines y caracoles, un servicio de diligencias que iba de Rosario a San José en un "rapidísmo" viaje en seis horas, el Sr. Lino Buffa que pintaba "casas a domicilio", y hasta unas "píldoras tónico genitales" que aseguraban ser una "cura milagrosa de neurastenia", son algunos ejemplos.
El camino del carnaval
Hacia uno de los lados de la Calle de la memoria, se puede visitar el Camino del carnaval. El mismo surge como homenaje a destacados personajes del carnaval rosarino, tales como la Murga Los Pichoneros y la Troupe estudiantil Los Cosacos de 1939.
Uno de los murales de este paseo, el cual posiblemente sea uno de los murales más fotografiados, es un gran antifaz realizado con pequeños mosaicos, donde resaltan los ojos que revelan una penetrante mirada.

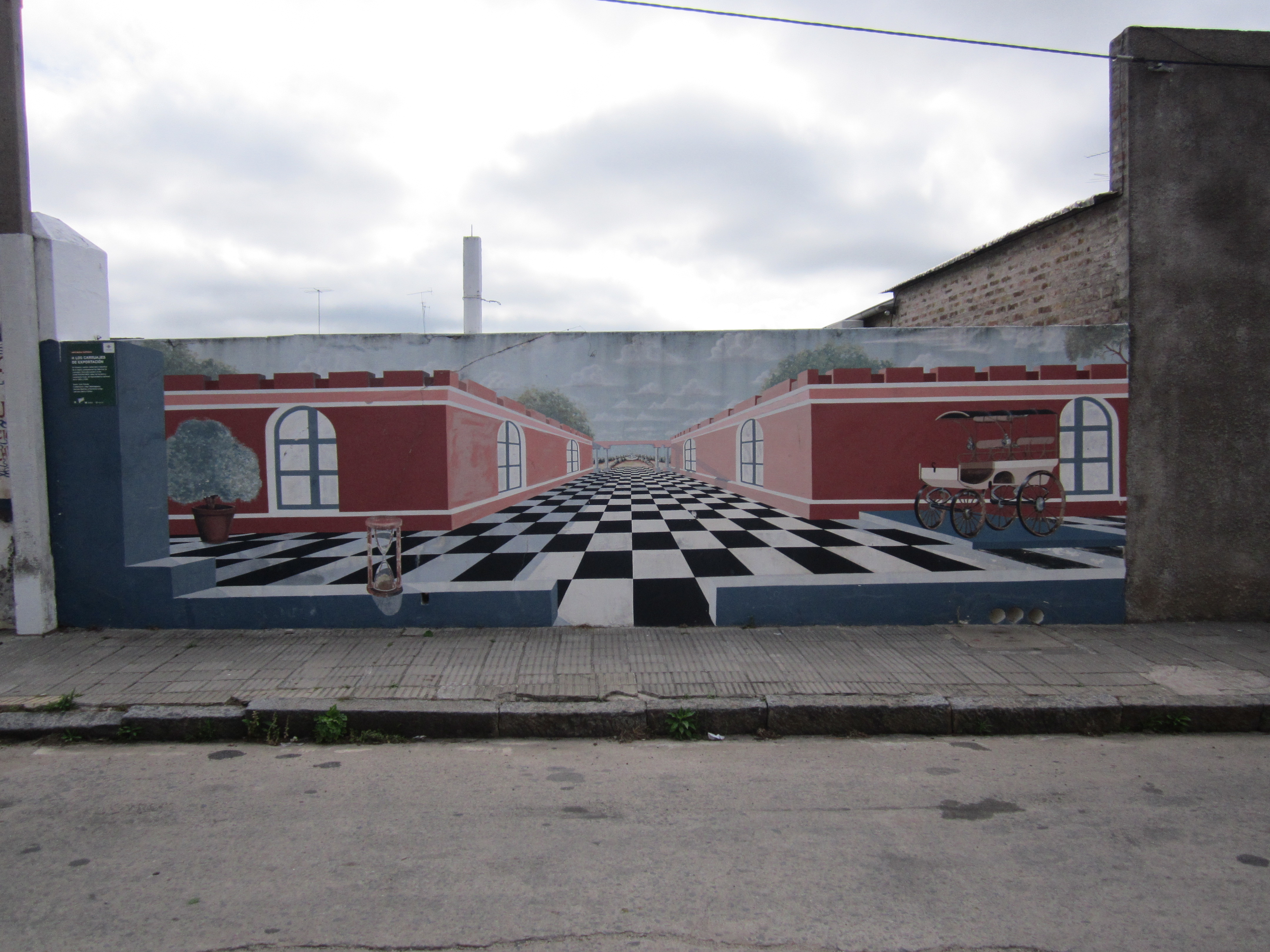
En Rosario, centro comercial e industrial de la región, prosperaron las fábricas de carruajes. Esta obra alude a la de JUAN AHUNCHAÍN, taller de herrería y carpintería rural, de trascendencia nacional entre 1878 y 1938.